# LZ 33
Der Zeppelin LZ 33 war das 33. Luftschiff des Grafen Zeppelin und das achte Luftschiff der Kaiserlichen Marine.

## Geschichte
Die erste Fahrt von LZ 33 fand am 17. Dezember 1914 statt. Die Marine übernahm das Luftschiff unter der militärischen Kennung L 8. 
L 8 war hauptsächlich für Aufklärungsfahrten im Westen eingesetzt.
Am 5. März 1915 wurde L 8 bei der Rückkehr von einer Fahrt über der Nordsee beim zu niedrigen Überqueren der Frontlinie nahe dem flämischen Nieuwpoort von Artillerie beschossen. Vier Gaszellen verloren dabei ihr Traggas. Das Luftschiff wollte noch seinen Einsatzhafen Düren erreichen, doch schlechtes Wetter und starker Regen zwangen den Zeppelin in Brabant bei Tienen niederzugehen. Die Besatzung verankerte das beschädigte Schiff, aber der Sturm beschädigte es binnen weniger Stunden so stark, dass es abgewrackt werden musste.

## Technische Daten
- Traggasvolumen: 22.500 m³ Wasserstoff
- Länge: 158,0 m
- Durchmesser: 14,90 m
- Nutzlast: 9,2 t
- Antrieb: drei Maybach-Motoren von je 210 PS (154 kW)
- Geschwindigkeit: 22,4 m/s